# 2024 BX1
Météorite de Ribbeck
2024 BX1, auparavant connu sous sa désignation temporaire Sar2736, est un astéroïde ou un météoroïde d'environ un mètre de diamètre qui est entré dans l'atmosphère terrestre le 21 janvier 2024 à 0 h 33 UTC et s'est désintégré sous forme de bolide près de Nennhausen et Rathenow, dans l'arrondissement du Pays de la Havel (land de Brandebourg, Allemagne), à une centaine de kilomètres à l'ouest de Berlin.
Le corps céleste a été découvert moins de trois heures avant l'impact par l'astronome hongrois Krisztián Sárneczky à la station Piszkéstető de l'observatoire Konkoly, dans les monts Mátra, en Hongrie. La boule de feu a été observée par les caméras des réseaux AllSky7 et FRIPON.
2024 BX1 est le huitième astéroïde découvert avant d'impacter la Terre, et le troisième du genre découvert par Sárneczky. Avant son impact, 2024 BX1 était un astéroïde Apollon.
Avec une magnitude absolue (H) de 32,8 et une taille estimée par conséquent à environ 1 mètre, 2024 BX1 est au moment de sa découverte l'un des plus petits astéroïdes jamais détectés, après trois autres astéroïdes ayant une magnitude absolue à peine plus grande : 2022 WJ1 (H = 33,6), qui s'est désintégré dans l'atmosphère terrestre en 2022, et 2008 TS26 (H = 33,2) et 2021 BO (H = 33,0), qui eux sont seulement passés à proximité de la Terre.

## Météorite
Plusieurs fragments de météorite provenant de l'impact du 21 janvier 2024 de 2024 BX1 sont récupérés près de Ribbeck im Havelland, en Allemagne, dans les jours qui suivent l'impact. La première pierre (pesant 171 grammes) est trouvée par les chasseurs de météorites F.S. Nikodem, A. Owczarzak, M. Nebelski et K. Kmieciak le 25 janvier. Le lendemain matin, D. Dieter, étudiant à la Freie Universitaet, en trouve un autre de 5,3 grammes dans la zone où de petites météorites étaient censées être tombées, suivi d'une découverte de 3,1 grammes par l'étudiant C. Weihe peu de temps après. Ces découvertes permettent alors d'établir l'emplacement du champ de dispersion. Au 31 janvier 2024, plusieurs dizaines de fragments ont été trouvés, avec des masses comprises entre 2 et 225 grammes.
L'étude des premiers fragments trouvés de cette météorite la détermine comme étant du type des aubrites, une classe rare de météorites.
La météorite est officiellement nommée Ribbeck le 16 février 2024.